# Jesús Manuel Macías Medrano
Jesús M. Macías Medrano (México, D. F., 1956) es un geógrafo mexicano e investigador nivel II en el CIESAS (Centro de Investigaciones y Estudios Superiores en Antropología Social).

## Biografía
Nació en 1956 en la Ciudad de México. Estudió en la Universidad Nacional Autónoma de México y obtuvo la maestría y el doctorado en geografía de la misma institución.
En 1981 se incorporó al CIS-INAH, donde trabajó en un proyecto de investigación de códices bajo la dirección de Joaquín Galarza y Keiko Yoneda. En 1981 se unió a un proyecto  para estudiar las comunidades indígenas en la Huasteca veracruzana. En 1985 comenzó su interés en problemas de riesgos y desastres a raíz del terremoto de México que tuvo lugar ese año y los esfuerzos consiguientes del CIESAS para estudiar sus consecuencias y las respuestas para paliar sus efectos. Fue uno de los colaboradores de la desaparecida Unión de Geógrafos Progresistas de México (UGPM), donde trabajó al lado de geógrafos como Ángel Bassols Batalla.
Ha impartido clases en diversas instituciones de México y del extranjero. Durante sus investigaciones ha establecido relaciones colaborativas con el Centro Universitario de Prevención de Desastres Regionales de la Universidad Autónoma de Puebla; el Centro de Investigación de Desastres de la Universidad de Delaware en Estados Unidos; el Departamento de Geografía de la Universidad Wilfried Laurie, en Ontario, Canadá; el Observatorio Vulcanológico de la Universidad de Colima, y la Facultad de Psicología de Poza Rica de la Universidad Veracruzana.
Entre 1998 y 2002 fue vicepresidente del consejo del Comité de Investigación en Sociología de Desastres (RC39), establecido por la Asociación Internacional de Sociología (ISA). Es moderador y coordinador del Comité Interinstitucional para el Análisis de Tornados y Tormentas Severas (CIATTS), fundado en 2007 a consecuencia del tornado que afectó a la ciudad de Piedras Negras, Coahuila, en abril de ese año.

## Labor investigativa
Sus trabajos se centran en la perspectiva geográfica de la antropología y en la antropología e historia de los desastres, así como en el área de ambiente y sociedad. Su obra analiza los aspectos sociales y la respuesta humana en situaciones de emergencia debidas a desastres naturales. Ha publicado alrededor de 72 artículos científicos y aproximadamente 17 publicaciones entre libros y colaboraciones en monografías. y su obra ha sido en ocasiones reseñada por medios especializados 
En 2000 obtuvo el "Premios Casa Chata", otorgado por su labor de divulgación y en 2010 la "Universidad De Colima México" le distinguió por su trayectoria.